# Live from the Legendary Sun Studio
Live from the Legendary Sun Studio es el tercer álbum en vivo de la banda de rock estadounidense Grace Potter and the Nocturnals. Fue grabado en varias sesiones en el famoso Sun Studio en 2008, mientras la banda se encontraba de gira.

## Lista de canciones
1. «Night Rolls On» - 3:11
2. «Outta My Tree» - 3:30
3. «Sugar» - 4:35
4. «Put Your Head Down» - 4:20
5. «One Short Night» - 4:03
6. «Can't See Through» - 5:09
7. «Fooling Myself» - 6:53